# Invito alla danza (Weber)
L'Invito alla danza (in tedesco: Aufforderung zum Tanz) è una composizione per pianoforte di Carl Maria von Weber.

## Storia
Weber, nonostante sia noto oggi in particolare per la sua produzione per il teatro musicale (ancora oggi si identifica tradizionalmente la nascita dell'opera romantica tedesca con la prima di Der Freischütz nel 1821), fu infatti autore piuttosto prolifico di musica strumentale, dove trovano spazio svariate pagine per pianoforte solo. Tra queste abbiamo l'Invito alla danza, la cui composizione risale al 1819.
La popolarità del brano si deve soprattutto ad Hector Berlioz. Nel 1841 il Freischütz doveva essere rappresentato all'Opéra di Paris, ma mancando nell'opera un balletto, secondo la tradizione francese, fu necessario aggiungervene uno. L'Invito alla danza, per il suo spiccato carattere danzante, venne ritenuto particolarmente adatto e fu quindi orchestrato da Berlioz. Visto il suo successo Berlioz poi riutilizzò il brano inserendolo nei suoi concerti parigini.
La versione orchestrale è strumentata in re maggiore (un semitono superiore alla versione per pianoforte) per:
- ottavino, flauto, 2 oboi, 2 clarinetti in la, 4 fagotti
- 4 corni (2 in re, 1 in la, 1 in mi), 2 trombe in re, 2 cornette in la, 3 tromboni
- timpani in la e do diesis
- 2 arpe
- archi.

Il brano orchestrato è stato reso celebre anche dal coreografo Michail Fokin, che nel 1911 lo ha adoperato per il suo balletto Le spectre de la rose.
L'originale pianistico fu popolare presso i virtuosi dell'Ottocento e del primo Novecento, Franz Liszt lo offriva sovente come bis. Ne furono inoltre realizzate delle parafrasi particolarmente virtuosistiche da pianisti-compositori come Adolf von Henselt, Carl Tausig e Leopold Godowsky.
L'Invito alla danza rimane oggi tra i più celebri brani di Weber, tanto da essere stato inserito in varie occasioni, nella versione orchestrale di Berlioz, nel programma del Concerto di Capodanno di Vienna.

## Analisi
Scritto in forma di rondò di carattere brillante ed esempio di musica a programma, l'Invito alla danza descrive una scena danzante a ritmo di valzer.
Il pezzo comincia con un'introduzione lenta, che vuole rappresentare l'invito a danzare di un cavaliere a una dama. La donna esita, l'uomo insiste, e infine lei accetta. Si susseguono quindi varie scene di ballo che si concludono con un immaginario inchino (rappresentato dal ritorno del gentile tema d'apertura), quando l'uomo riaccompagna la dama al proprio posto e si congeda.